# رالي كروس 2
رالي كروس 2 (بالإنجليزية: Rally Cross 2)، هي لعبة فيديو أمريكية، من تطوير ستوديو آيدول مايندز، ومن نشر 989 ستوديوز، صدرت في الأسواق سنة 1999، وتعمل حصرياً لمنصة بلاي ستيشن.